# Sarah Pinsker
Sarah Pinsker (New York, 8 april 1977) is een Amerikaanse schrijfster van fantasy en sciencefiction. Ze won hiervoor onder meer vier Nebula Awards, twee Hugo Awards, een Locus Award en een Philip K. Dick Award.

## Biografisch
Pinsker debuteerde in 2012 als schrijfster met het korte verhaal 20 Ways the Desert Could Kill You en werd in eerste instantie gepubliceerd in tijdschriften als Asimov's Science Fiction en Fantasy & Science Fiction. Ze bleef ook daarna vooral korte verhalen en novelettes schrijven. Pinsker won in 2016 haar eerste Nebula Award, voor de novelette Our Lady of the Open Road. Hierin komt een zangeres van een punkband voor een dilemma te staan wanneer ze kan kiezen tussen liveoptredens blijven doen in een steeds gevaarlijker wordende wereld of in zee gaan met een virtualreality-bedrijf, zoals de meeste muzikanten.
Pinsker bracht in 2019 haar eerste volledige boek uit, A Song for a New Day. Hierin keert het hoofdpersonage uit Our Lady of the Open Road terug. Dat krijgt deze keer te maken met een wereld waarin mensen na een dodelijke epidemie en een reeks terroristische aanslagen geïsoleerd leven en liveoptredens om veiligheidsredenen bij wet verboden zijn. Haar wegen kruisen die van een jonge talentenscout van een virtualreality-bedrijf die niets anders kent dan de hedendaagse werkelijkheid.
Nadat ook Pinskers verhalenbundel Sooner or Later Everything Falls into the Sea veel over muziek ging, publiceerde ze in 2020 de novellette Two Truths and a Lie. Hierin raakt een vrouw die chronisch liegt in verwarring wanneer ze een vriend bevraagt over een kinderprogramma van vroeger dat ze dacht verzonnen te hebben. Hij heeft er echter volop herinneringen aan. Hoe meer ze vervolgens uitzoekt over het programma, hoe verontruster ze raakt. Pinsker won voor dit verhaal zowel haar derde Nebula Award als haar eerste Hugo Award.

### Boeken
- 2013 - In Joy, Knowing the Abyss Behind (novellette)
- 2015 - Our Lady of the Open Road (novellette, Nebula Award)
- 2019 - A Song for a New Day (Nebula Award)
- 2019 - Sooner or Later Everything Falls into the Sea (verhalenbundel, Philip K. Dick Award)
- 2020 - Two Truths and a Lie (novellette, Nebula Award, Hugo Award)
- 2021 - We Are Satellites
- 2023 - Science Facts! (novellette)
- 2023 - One Man's Treasured (novellette)
- 2023 - Lost Places (verhalenbundel)